# Анна Марія Барбара Абеш
Анна Марія Барбара Абеш (нім. Anna Maria Barbara Abesch; * 23 березня 1706, Зурзее — 15 лютого 1773, Зурзее) — швейцарська художниця з кантону Люцерн.

## Життя
Вона народилася в родині художників-склярів. Анна Барбара Абеш була дочкою Йогана Петера Абеша та Елізабет Шнідер. Вона працювала художницею у техніці зворотного живопису на склі в Зурзее та довела це мистецтво до його розквіту. Вона мала великий стилістичний вплив, зокрема на інших родичів.

## Творчість
Збереглося приблизно 120 датованих, 40 недатованих та 100 робіт, що їй приписуються. Вони переважно зображують релігійні та міфологічні сюжети за зразками французьких майстрів, але також включають близько 20 портретів. Нещодавні дослідження постулюють існування студії в Зурзее, виходячи з великої кількості замовлених робіт для монастирів, зокрема Айнзідельна, Енгельберга, Ешенбаха, Фішингена, Мурі, Зеєдорфа та Санкт-Урбана. Цю теорію додатково підтверджують роботи для приватних осіб, зокрема для родин Шнайдер фон Вартензее та цур Гільген.

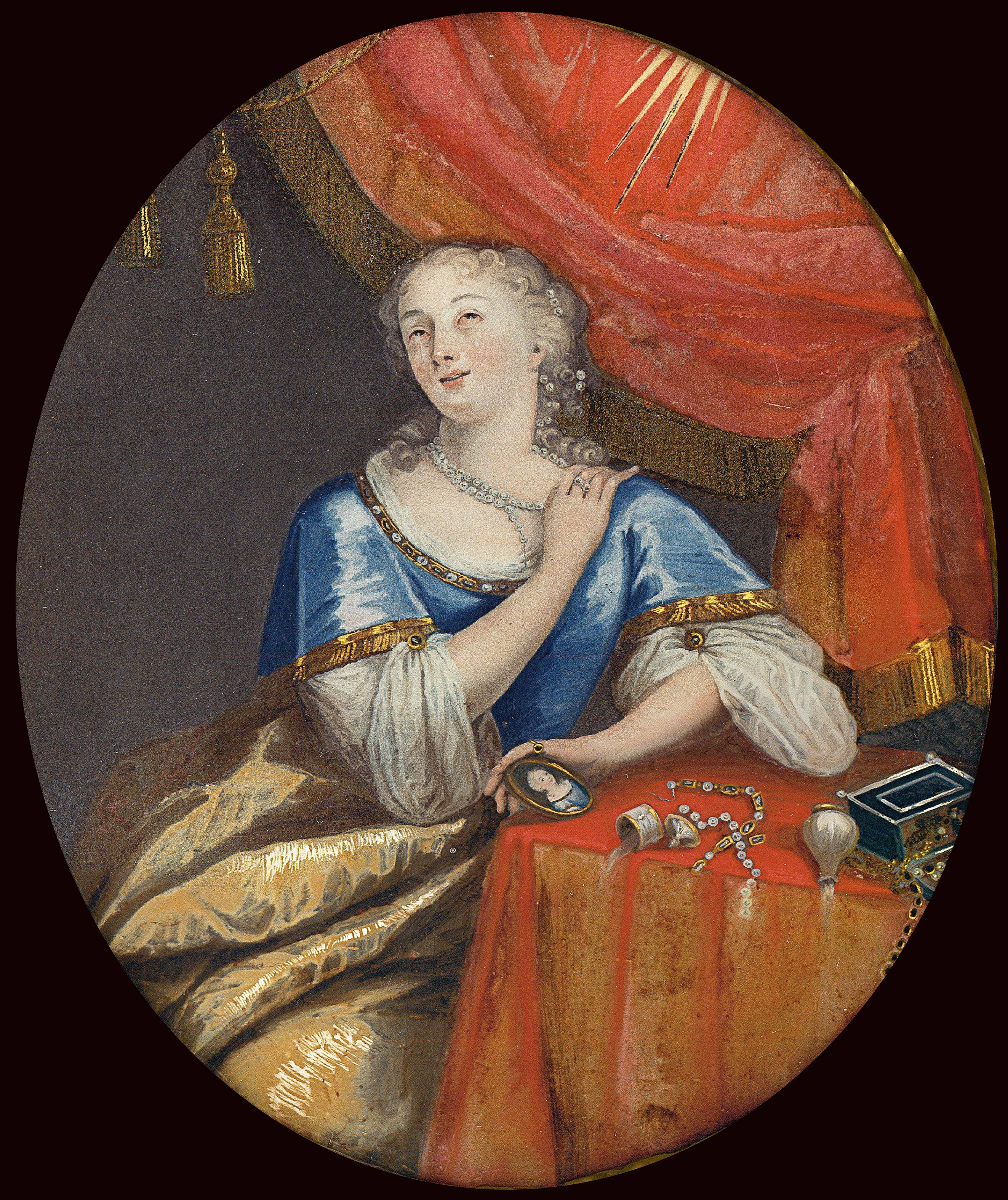
Все марнославство, 1736 р.
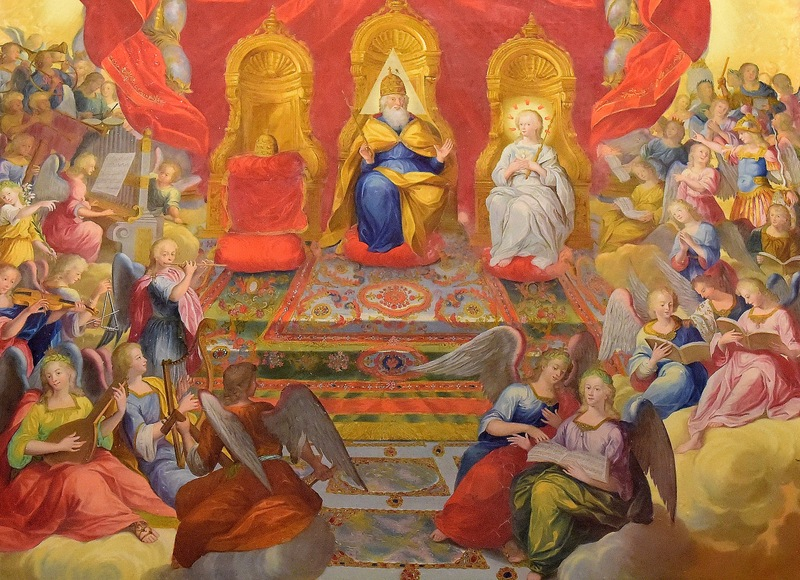
Боже веління про спасіння світу, реверсний скляний живопис, 1741 р., Скарбниця Святого Леодегара в Люцерні
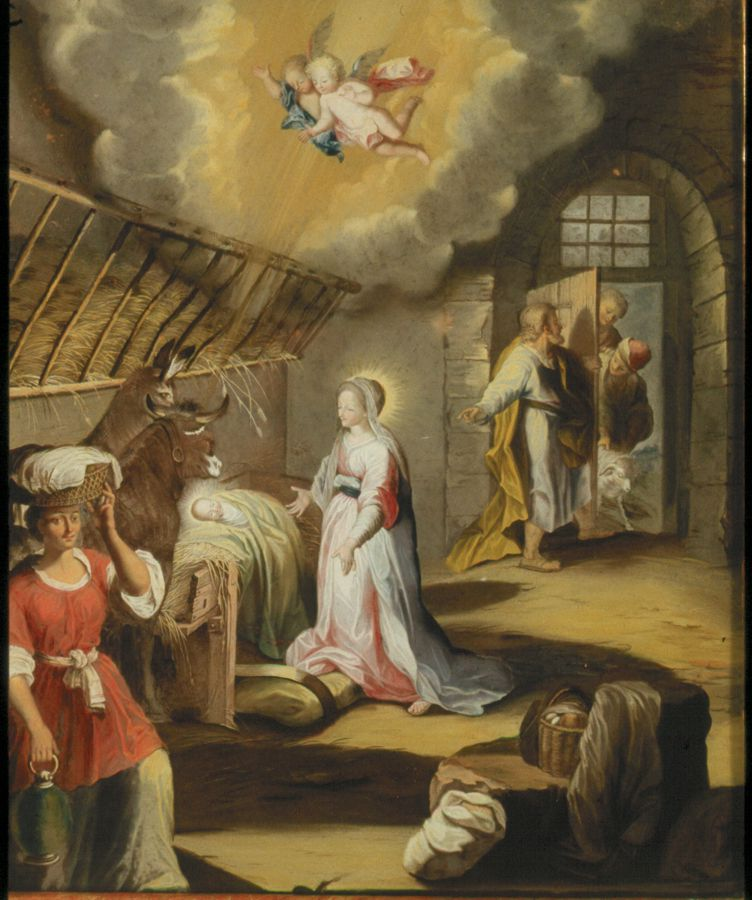
Різдво за Федеріко Бароччі, 1744 р.
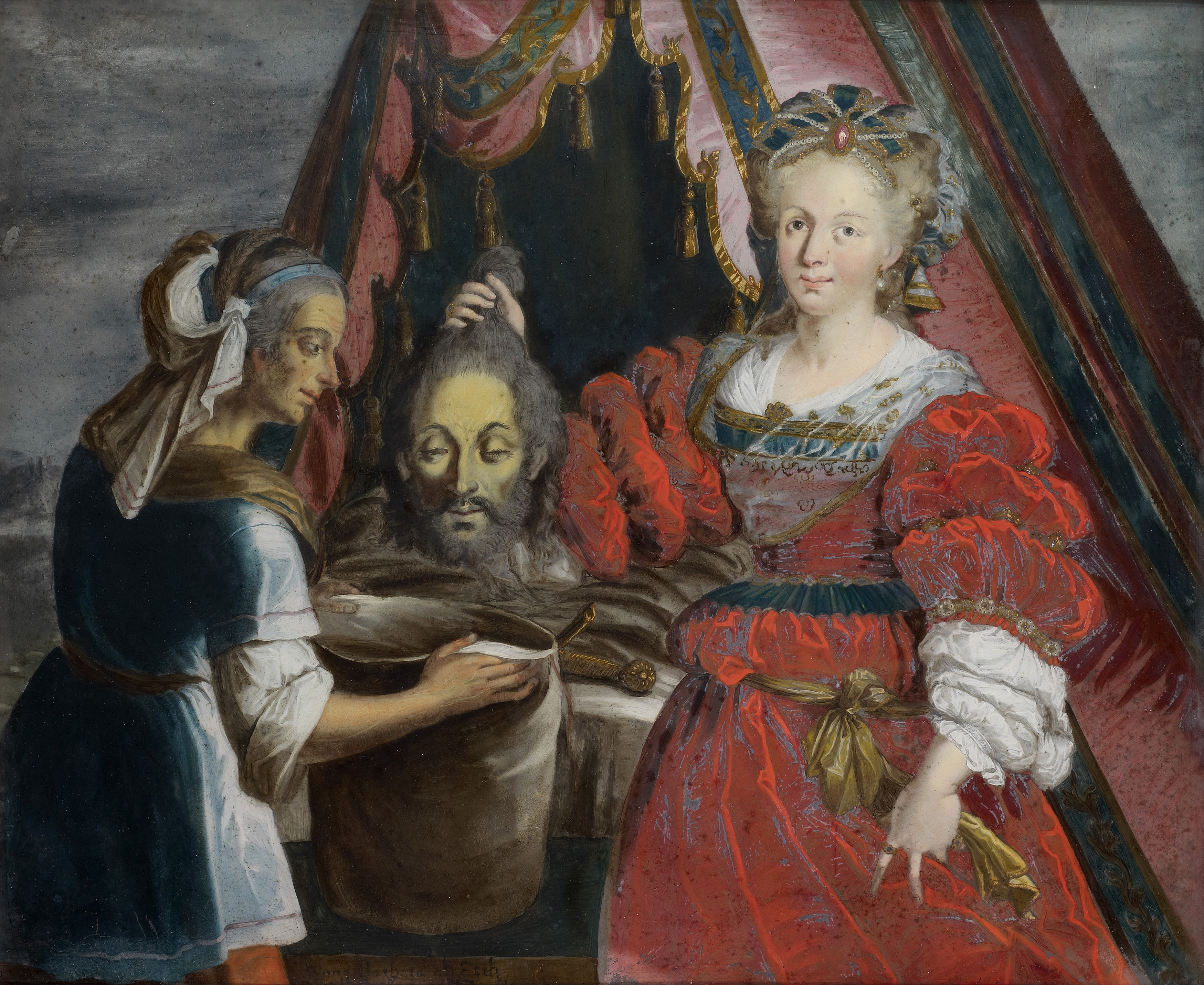
Юдита з головою Олоферна, 1744, Художній музей Базеля

## Вебпосилання
- Yves Jolidon: Abesch, Anna Barbara Maria. In: Sikart (Stand: 2011), abgerufen am 19. Oktober 2021.